# 육군 장군
육군 장군(陸軍 將軍)은 장성급 군인 가운데, 평시와 전시를 가리지 않고 육상에 설비된 군사 장비 및 인원을 비롯하여 일반적 대부분이 보병을 중심으로 주편성되는 육군이라는 전세계 각국 공통적 군사 분야에서, 육상의 국방과 질서 유지 등을 소임 사명으로써 군을 지휘 통솔하는 장성급(將星級)의 군인을 지칭하는 지위이다.

## 육군 장군의 군사 계급
육군 장군 계급에는 대부분 준장, 소장, 중장, 대장으로 구분되어 있으며 간혹 어느 거대륙 강대국가에는 육군 장군의 계급이 준장, 소장, 중장, 대장, 원수, 대원수까지로도 구분되어 있는데 이는 해군 제독(海軍 提督)과 공군 장군(空軍 將軍)과 해병대 장군(海兵隊 將軍)의 계급 체제도 앞서 언급한 육군 장군 군사 계급 체제처럼 거의 대동소이(大同小異)한 체계가 아직 없지 않아 있다.